# Relation à distance

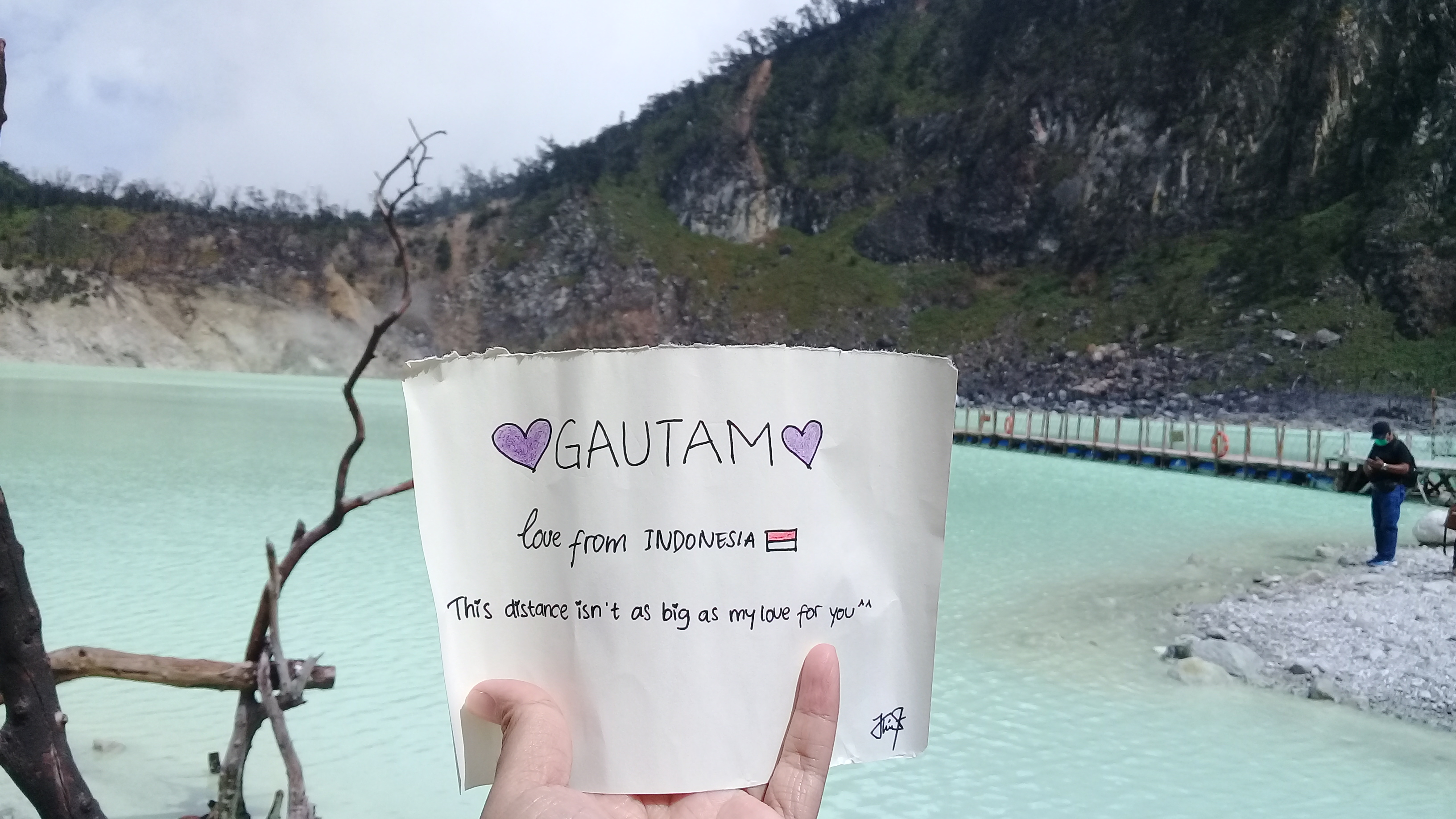
Message à distance

Une relation à distance est une relation familiale, amoureuse ou amicale entre deux personnes séparées par une grande distance. Ce phénomène social semble être en recrudescence de par l'augmentation des relations par Internet créées par les technologies de l'information et de la communication, mais aussi de par l'augmentation de la mobilité de la population mondiale.

## Relation virtuelle
Les relations virtuelles à distance peuvent être amoureuses ou amicales. Les relations amoureuses à distance peuvent être celles de couples non cohabitants.